# 丘山晴己
丘山 晴己（きやま はるき、1985年1月10日 - ）は、アメリカと日本の俳優、ダンサー、画家である。東京都出身。ユークリッド・エンターテイメント（名称変更：旧メディアプラネット）所属

## 略歴・人物
- 日本舞踊家の父・花柳伊三郎とバレリーナの母との間に生まれる。
- 14歳でアメリカに渡る。
- 2008年11月『Radio City Christmas Spectacular』にオリジナルキャストとして出演[1]。
- 2014年11月『The Illusionists』でオンブロードウェイデビュー[1]。
- 2017年7月29日、ハーベイ・ボール・ワールド・スマイル財団「名誉スマイル大使」に就任。
- 2019年4月から学習院大学の非常勤講師として教壇に立っている。
- 2019年、ミュージカル『刀剣乱舞』での共演をきっかけに仲良くなった舞台俳優・鳥越裕貴と共にアイドルユニットを結成。「ハッピー･ビタミンアイドル WINWIN」として12月13日デビューデジタルシングルをリリース。

## 出演

### 舞台

#### 海外
- MTV「Dance or Drop」（2008年、タイムズスクエア） - ダンサー出演[1]
- High school musical on stage（2009年5月 - 7月） - ダンサー / モンゴー 役
- Radio City Christmas Spectacular（2008年11月8日 - ・2009年11月7日 - ・2010年11月7日 - 、全米アリーナツアー） - オリジナルキャスト[1]
- Michel Jackson Men In The Mirror（2010年4月 - 9月、ワールドツアー） - オリジナルキャスト
- DANCING QUEEN -ABBA'S GREATEST HITS（2012年6月、RIVERFRONT THEATER CHICAGO）
- ROKCET MAN（2014年、Canada公演）
- The Illusionists（2014年11月 - 2015年1月4日、MARQUIS THEATRE 他）[1]
- CIRQUE EXTREME（2016年3月 - 10月、Palace Theater Mytle Beach）
- Le Grand Cirque Adrenaline（2016年10月、The Avalon Theater）

#### 国内
- TEPCO 一万人コンサート18th「世界劇 黄金の刻」（2010年2月27日、日本武道館）
- ミュージカル「ロミオ&ジュリエット」（2011年9月7日 - 、赤坂ACTシアター / 10月8日 - 、梅田芸術劇場メインホール）
- ブロードウェイミュージカル「キャバレー」（2012年3月2日 - 、東京国際フォーラムホールC / 3月23日、本多の森ホール / 3月30日、梅田芸術劇場メインホール / 4月7日 - 、中日劇場） - ボビー 役
- ザ・ウィズ〜ミュージカル（2012年9月 - 10月、神奈川芸術劇場 / 東京国際フォーラムホールC）
- バグズグバリュー 〜even more BURSTING〜（2013年3月、天王洲銀河劇場）
- マシュー・ボーンの『ドリアン・グレイ』（2013年7月、Bunkamura オーチャードホール） - ドッペルゲンガー 役[1]
- ブロードウェイミュージカル「IN THE HEIGHTS」（2014年4月 - 5月、シアターコクーン 他）
- ザ・ウィズ〜ミュージカル（2015年3月、東京国際フォーラム ホールC） - モンキーリーダー 役[3]
- BIOHAZARD THE STAGE（2015年10月 - 11月、EX THEATER ROPPONGI） - バリントン・マイヤー 役 [4]
- ミュージカル「スタミュ」 - 鳳樹 役
  - ミュージカル「スタミュ」（2017年4月、Zeppブルーシアター六本木 他）
  - ミュージカル「スタミュ」Second Season（2018年7月、日本青年館ホール / 森ノ宮ピロティホール）
  - ミュージカル「スタミュ」スピンオフ『SHUFFLE REVUE』（2019年1月30日、京都劇場）
- 東宝ミュージカル「RENT」（2017年7月 - 8月、シアタークリエ 他） - エンジェル 役[5]
- ACCA13区監察課（2017年11月3日 - 12日、品川プリンスホテル クラブeX） - ニーノ 役
- ミュージカル「刀剣乱舞」 - 巴形薙刀 役
  - ～結びの響、始まりの音～（2018年3月 - 5月、日本青年館ホール 他）
  - 〜真剣乱舞祭2018〜（2018年11月 - 12月、日本武道館 / 幕張メッセ国際展示場ホール 他）
  - ～歌合 乱舞狂乱2019～（2019年11月 - 2020年1月、大阪城ホール 他）
  - ～真剣乱舞祭2022～（2022年6月15日・16日、幕張メッセ イベントホール）
  - ㊇ 乱舞野外祭（2023年9月17日 - 24日、富士急ハイランド・コニファーフォレスト）[6]
  - 祝玖寿 乱舞音曲祭 （2024年10月12日_13日、真駒内セキスイハイムアイスアリーナ　のみ出演）
  - 目出度歌誉花舞 十周年祝賀祭（2025年7月29日・30日、東京ドーム）[7]
- 八王子ゾンビーズ（2018年8月、TBS赤坂ACTシアター） - 快斗 役[8]
- イケメン革命◆アリスと恋の魔法 THE STAGE Episode 赤のキング レイ＝ブラックウェル（2018年9月、全労済ホール / スペース・ゼロ） - ランスロット＝キングスレー 役[9]
- Fate/Grand Order THE STAGE -絶対魔獣戦線バビロニア-（2019年1月、サンケイホールブリーゼ / 日本青年館ホール） - 主演・ギルガメッシュ 役[10]
  - Fate/Grand Order THE STAGE -冠位時間神殿ソロモン-（2020年10月18日、TACHIKAWA STAGE GARDEN / 2020年10月24日 - 30日、東京国際フォーラム ホール）[11]
- 舞台「仮面ライダー斬月」-鎧武外伝-（2019年3月9日 - 24日、日本青年館ホール / 3月28日 - 31日、京都劇場） - 鎮宮雅仁[12] / 仮面ライダー斬月 / オーバーロード体 役
- 「錆色のアーマ」-繋ぐ-（2019年6月、銀河劇場 他） - 賀茂在昌 役[13]
- KING OF DANCE（2020年7月16日 - 19日、COOL JAPAN PARK OSAKA WWホール / 7月23日 - 8月2日、ヒューリックホール東京 / 8月8日・9日、名古屋市公会堂） - 真城博一 役
- 真・三國無双 ～赤壁の戦いIF～（2020年8月20日 - 24日、日本青年館ホール） - 郭嘉 役
- ミュージカル「INTERVIEW～お願い、誰か僕を助けて～」（2021年3月24日 - 4月4日、品川プリンスホテル クラブeX） - ユジン・キム 役（Wキャスト）
- 青山オペレッタ THE STAGE - 美園爽人 役
  - ～ノーヴァ・ステラ／新しい星～（2021年4月22日 - 25日、渋谷区文化総合センター大和田 さくらホール）
  - 2周年記念スペシャル・レヴューショー（2022年10月28日 - 31日、シアター1010）[14][15]
- 舞台『魔法使いの約束』 - オズ 役
  - 第1章（2021年5月14日 - 30日、天王洲 銀河劇場）[16]
  - 第2章（2021年11月5日 - 21日、天王洲 銀河劇場）[17]
  - 第3章（2022年4月29日 - 5月8日、天王洲 銀河劇場 / 5月13日 - 15日、アイプラザ豊橋 / 5月20日 - 22日、京都劇場）[18]
  - 祝祭シリーズ Part2（2023年7月8日 - 23日、天王洲 銀河劇場）[19]
  - エチュードシリーズ Part2（2024年11月30日 - 12月8日、天王洲 銀河劇場 / 12月14日 - 22日、SkyシアターMBS）[20]
- ミュージカル『#チャミ』（2021年9月9日 - 21日、自由劇場） - オ・ジニョク 役（Wキャスト）
- 舞台「ヴァニタスの手記」 - ローラン 役
  - 舞台「ヴァニタスの手記」（2022年1月29日、シアター1010）
  - 舞台「ヴァニタスの手記」-Encore-（2023年3月10日 - 12日、サンシャイン劇場）[21]
- Oh My Diner ～踊るぶんぶん狂想曲～（2022年7月31日、品川プリンスホテル ステラボール）- ジョニー 役[22]
- 舞台「パタリロ!」～ファントム～（2022年9月1日 - 11日、天王洲 銀河劇場 / 9月17日 - 19日、サンケイホールブリーゼ）- ヒューイット 役[23]
- ミュージカル「チェーザレ 破壊の創造者」（2023年1月 - 2月、明治座）- ラファエーレ・リアーリオ 役[24]
- 『HUNTER×HUNTER』THE STAGE（2023年5月12日 - 28日、天王洲 銀河劇場） - ヒソカ 役[25]
  - 『HUNTER×HUNTER』THE STAGE2（2024年3月16日 - 31日、天王洲 銀河劇場 / 4月6日 - 14日、梅田芸術劇場 シアター・ドラマシティ）[26]
  - 『HUNTER×HUNTER』THE STAGE 3（2025年5月17日 - 25日、天王洲 銀河劇場 / 6月7日 - 15日、SkyシアターMBS）[27]
- HIGH CARD the STAGE - CRACK A HAND（2024年1月19日 - 29日、シアター1010） - クリス・レッドグレイヴ 役[28]
- 「マッシュル-MASHLE-」THE STAGE 2.5（2024年8月2日 - 12日、天王洲 銀河劇場 / 8月17日 - 19日、AiiA 2.5 Theater Kobe） - イノセント・ゼロ 役[29]
- ミュージカル「Fate/Zero」〜The Sword of Promised Victory〜（2025年1月18日 - 26日、THEATER MILANO-Za / 1月31日 - 2月2日、SkyシアターMBS） - アーチャー 役[30]
  - ミュージカル「Fate/Zero」〜A Hero of Justice〜（2025年9月6日 - 21日〈予定〉、THEATER MILANO-Za）[31][32]
- ハジケ・る ポップコーン一座『テイ・る オブ ナイトメア』〜不思議の国の給仕係〜（2025年3月21日 - 30日、I'M A SHOW）[33][34]
- ミュージカル「雪の女王」（2026年2月20日 - 23日〈予定〉、ハーモニーホールふくい 大ホール） - 雪の女王 役[35]

### 映画
- 幸福のアリバイ〜picture〜（2016年11月）

### ラジオ
- 丘山晴己のベストシーン（2019年8月、マンガPark）

### ドラマ
- KING OF DANCE（2020年4月11日 - 5月16日、読売テレビ） - 真城博一 役

### CM
- ソフトバンク「熱男 2016」
- タマホーム ハッピーソング 新妻聖子 ミュージカル篇①

### ウェブドラマ
- パパとママになる前に〜ボーイズ版〜（2021年8月21日 - 、TERMINAL PF） - 見届陽 役[36]

### イベント
- 「オズ はじまりの戦い」プレミアムレッドカーペットイベント（2013年2月） - ダンサー出演
- Christian Dior（2015年9月12日、表参道バツアートギャラリー） - サプライズパフォーマンス出演

## 書籍

### 写真集
- BORDER side KIYAMA（2018年12月7日、講談社）ISBN 978-4065145463